# Hissor
Hissor (tadjik Ҳисор, abans Hisar o Hissar, rus Gissar Гиссар) és una ciutat de l'occident del Tadjikistan a uns 15 km a l'oest de Duixanbe. És capital del districte de Hissor a la regió de Subordinació Republicana (sota administració directe del govern central). Està rodejada de les muntanyes Gissar al nord i les Babatag i Aktau al sud. El riu Khanaka, afluent del Kofarnihon, creua la ciutat. Té una població (2002) de 22.961 habitants dels quals el 81,6% són tadjiks, el 12,3% Uzbeks i el 3,6% russo (2,5% altres). Fou un antic kanat independent i residència d'hivern dels governadors de Bukharà Oriental. La fortalesa la tradició diu que fou construïda en temps de Cir el Gran i que fou conquerida 21 vegades. Fou declarada ciutat el 26 de juny de 1993.

## Història

### Edat antiga
El primer nom que es coneix de la ciutat és Xuman o Shuman. Al segle vii és esmentat a les fonts xineses i pel pelegrí budista Xuan Zang amb el nom de Su-man. Al-Tabari descriu la conquesta de la regió per Qutayba ibn Múslim el 705 quan Xuman era un petit principat independent unit a Akharun o Kharun i governat per Gushtaspan que el 710 es va revoltar contra Qutayba però una expedició militar el va sotmetre. El territori va quedar sota domini del califat; el nom de Xuman es va donar més aviat aleshores a una ciutat que estava dotada de ciutadella i ribats probablement contra els turcs pagans del nord i est; aquesta i el seu territori fou conquerit al segle x pels prínceps de Čaghaniyan. El 948 un príncep local de Txaghaniyan, Abu Ali, (a qui s'assenyala com a membre de la dinastia muhtadj, de la qual es desconeix la relació que tenia amb l'antiga dinastia dels Txaghan-Khudat de Txaghaniyan), governava també a Tirmidh, Xuman i Kharun, i va perdre aquests territoris retirant-se al Txaghaniyan. Xuman era el darrer punt de suport en contra dels turcs; durant dos segles (XI i XII) es va mostrar hostil a un govern estable. Hişar era llavors la capital i estava unida a Washgird, i les dues juntes eren més petites que Tirmidh. Va passar als xas de Coràsmia i el 1221 als mongols, formant part de l'ulus de Txagatai Khan. En temps de Tamerlà, al segle xiv el nom de Xuman va desaparèixer i el va substituir el de Hişar-i Shadman, i aviat només Hissar (Hişar) o Hissarak (Hişarak).

### Edat mitjana
Al segle viii, quan fou conquerida pels àrabs, la ciutat i regió s'anomenava Shuman, i era un petit principat independent que fou conquerit al segle x pels prínceps de Čaghaniyan. El 948 un príncep local de Čaghaniyan, Abu Ali, (a qui s'assenyala com a membre de la dinastia Muhtadj, de la qual es desconeix la relació que tenia amb l'antiga dinastia dels Čaghan-Khudat de Čaghaniyan), governava també a Tirmidh, Shuman i Kharun, i va perdre aquests territoris retirant-se al Čaghaniyan. Shuman era el darrer punt de suport en contra dels turcs; durant dos segles (XI i XII) es va mostrar hostil a un govern estable. Hişar estava llavors unida a Washgird i les dues juntes eren més petites que Tirmidh. Va passar als xas de Coràsmia i als mongols el 1221, formant part de l'ulus de Txagatai. En temps de Tamerlà, al segle xiv el nom de Shuman va desaparèixer i el va substituir el de Hişar-i Shadman, i aviat només Hissar (Hişar) o Hissarak (Hişarak).
Sota els kans txagatais i el timúrides tenia un beg o amir local. Fou magatzem d'armes (zarradkhana) de Tamerlà. Va romandre en possessió dels timúrides. El 1503) Khosru Shah, un turc del Quiptxaq, es va apoderar d'Hissar, Khatlan, Kunduz i Badakhxan i fou atacat pel kan uzbek Muhammad Xaibani que va marxar llavors cap a Balkh governada encara pel timúrida Badi al-Zaman fill de Mirza Husayn Baykara d'Herat; va assetjar Balkh durant l'hivern sense èxit i després va retornar a Samarcanda; Hissar pertanyia anteriorment a Muhammed Hussein Doghlat de Ura Tepe, el pare de l'historiador Haydar, que havia estat expulsat d'Hisssar per Khosru, i era un vassall del kan de Mogolistan.
Per alguna raó els turcmans orientals estaven descontents de Baber l'hivern del 1513 al 1514, i van intentar enderrocar-lo i matar-lo; però Baber va poder escapar i arribar a Hissar. Els turcmans van agafar posicions als turons de Karatigin i van assolar les terres entorn d'Hissar; aquestos saquejos van provocar una gran fam a la ciutat d'Hissar que va fer estralls i es van produir escenes de canibalisme bastant generals, a la que va seguir la pesta, i milers de dones i nens uzbeks van ser venuts com esclaus; l'hivern a més fou sever. Només uns 600 habitants van sobreviure. Llavors el príncep Ubayd Allah (Ubaid Al·là), governador de Bukharà, va marxar amb un exèrcit per castigar els saquejadors. Aquestos, sabent que no podien esperar ajut de Baber, van agafar posicions a les muntanyes de Surghab i Waksh, on quedaven protegits per les serres pels dos flancs i per molta neu al front; un sobtat desglaç va obrir camí als uzbeks; els turcmans van intentar fugir pel riu i molts es van ofegar, i la resta que van enfrontar als uzbeks van morir lluitant; una part foren fets presoners i la resta va poder arribar a Andijan. Hisar va caure en mans dels uzbeks i Baber va deixar a Khan Mirza a Badakhxan, i es va retirar cap a Kabul (1514) i ja no va retornar mai més a Transoxiana.
Els kans uzbeks que governaven Hissar, Hamza Sultan i Mehdi Sultan, després de la derrota davant els perses a Jam (25 de setembre de 1529), van deixar aquest plaça en mans de Chalmeh, el fill d'Ibrahim Djani, com a governador. Humayun, fill de Baber, que governava Badakhxan, sembla que seguint indicacions del seu pare, va intentar aprofitar per recuperar tot o part de Transoxiana, i va marxar a Hissar amb un exèrcit de 50.000 homes, acompanyat de Sultan Ways Mirza (Khan Mirza), de la dinastia dels mirzes del Badakhxan; un contingent d'aquest exèrcit manat per Shah Kuli (germà de Sultan Ways) es va apoderar d'Hissar; un altre manat per Tursun Muhammad Sultan, va marxar cap a Tirmidh i va ocupar Kabadian; i la resta va marxar cap a Samarcanda. Però Humayun va tenir notícies que Baber s'havia posat malalt i no volia estar lluny de la capital si el seu pare moria, i ja no va seguir avançant; va ajustar la pau i va retornar cap al seu govern del Badakhxan, i tot seguit cap a l'Índia.
A mitjan segle xvi Hisssar estava en mans del príncep uzbek Gashim Sultan que també va governar a Karshi i a Xahr-i Sabz. El 1552 o 1553 el kan uzbek Abd Allah ibn Iskandar, després khakan, es va apoderar de Karshi, i també va ocupar la ciutat de Kish o Xahr-i Sabz. El 1554 Gashim Sultan les va recuperar. Abd Allah va conquistar Hissar el 1574.

### Edat moderna
A la caiguda dels xibànides al final del segle xvi, fou assetjada per Baki Muhammad, el primer kan de la dinastia djànida el 1601. Va passar llavors als turcmans Yuz, i com altres quatre beilicats, va poder conservar la independència de fet dels kans de Bukharà de la nova dinastia djànida o astrakhànida. En aquest temps disposava de poderoses muralles.
El 1648 l'uzbek Shah Muhammad, fill de Burunduk Sultan, era príncep d'Hissar, durant la curta guerra contra els mongols (1648-1649). El 1694 el beg d'Hissar estava revoltat contra Subhan Kuli Khan de Bukhara (1681-1702) i el 1696 es diu que el kan va anar a combatre una rebel·lió a Hissar que durava ja set anys; Senkofki esmenta el cap rebel com Kara Alchin Beg, però Vambery l'esmenta com Bayat Kara i diu que era el cap de la tribu Bayat. El 1703 el kan Muhammad Ubaidullah I de Bukhara va enviar al seu atalik Rahim i al seu diwanbegi Massum contra Utkan, governador d'Hissar, que estava revoltat contra el kan de Bukharà. Pel camí van decidir una aliança amb Mekim al que van proposar una entrevista a una illa de l'Oxus anomenada Orta Erel, però Mekim, desconfiat, va decidir atacar a les forces del kan quan estarien atacant Hissar; aquest consell fou adoptat i Mahmud Atalik aliat a les forces d'Utkan, va infligir una greu derrota als bukharians a les portes d'Hissar i molt pocs van poder retornar a Bukharà.
El 1740 el governador de Hissar, al mateix temps que el de Karshi, es va sotmetre a Nadir Shah. A la meitat del segle xviii Hissar gaudia d'àmplia (sinó completa) independència i és esmentat com un dels districtes que va refusar obediència a Muhammad Rahim, però no s'assenyala la data ni el governant. Diversos caps tribals es van erigir en independents i Shah Ghafran Ullah diu que els principats foren nombrosos a la rodalia de Khulm, Hissar i Kulab sent un dels principals el de Khurgan (Kurgan), dirigit per Allah Berdi Zauz que al final del segle xviii era el terror de la regió i dels seus veïns; va assetjar Hissar i mentre ho feia fou atacat i mort en lluita pel governador de Karshi, un príncep uzbek de nom Allah Yar Beg que es va apoderar d'Hissar i Kurgan; l'antic governant d'Hissar, Sayid Beg, va poder conservar el poder i hauria governat també a Khurgan que llavors fou inclosa al kanat d'Hissar. Llavors s'esmenta a Murad Beg i a Dost Muhammad com els begs (successius?) del veí districte de Kabandiam.
S'esmenta que l'estat fou conquerit temporalment per Darwaz (un estat fronterer a Karatingin pel sud) però l'antiga dinastia va recuperar el poder. Haydar Tura fou emir de Bukharà del 1799 al 1826 i estava casat amb una filla del "kan d'Hissar" que era Sayid Beg que governava al final del segle anterior. Mumin Beg Dodkha, hi governava el 1826 i era partidari de Mir Muhammad Husayn de Bukarà que va tenir un efímer regnat. La dinastia local va restar al poder fins al 1839 quan el kan Madali Khan de Kokand va sotmetre el Karatigin i els estats propers de Darwaz, Kulab i Shignan, i sembla que després van romandre més o menys subjecte a aquest estat fins al 1870. Estats veïns d'Hissar eren els de Wattan, Shignan, Roshan, i altres entre Badakhxan i el Pamir. Karatigin, Darwaz, Shignan, Wattan, i Roshan estaven poblats per tadjiks, els sobirans dels quals reclamaven ser descendents d'Alexandre el Gran; això no passava a Hissar i a Kulab, situats a l'oest, on només una part de la població era tadjik però hi havia una important població uzbek (les tribus Kunkurat o Kungrat i Kataghan, que s'hi havien establert i havien expulsat a la població tadjik). Hissar era coneguda a Bukharà com "Uzbegistan" (Terra dels uzbeks).

### Edat contemporània
A la segona meitat del segle xix Hisssar apareix com a dependència del príncep de Kataghan Sari Khan, que governaba també Kulab. Era un personatge perillós que va forçar al príncep de Karatigin a refugiar-se a Kokand el 1869. El 1868 Bukharà havia esdevingut protectorat rus i a partir de llavors el poder del kan es va poder imposar al beylik d'Hişar; el mateix 1869 l'emir de Bukharà el va atacar i el va sotmetre. Els russos van modificar el nom de la ciutat d'Hissar a Gissar; finalment el 1874 el beg, que s'havia mantingut rebel, va reconèixer la sobirania del kan. La regió va conservar una certa autonomia i es va constituir en una província separada (Bukharà Oriental) sota un governador generalment un membre de la casa reial; la província estava formada per cinc districtes: el d'Hissar que estava format al seu torn per set bekliks: Shirabad, Baisan, Dehinau, Yurchi, Hissar, Kurghan-tübe i Kabadian; el de Kulab que estava format pels bekliks de Baljuan i Kulab; i els districtes de Derbend, Sarijui i Faizabad, que eren governats directament pels oficials de l'emir. Hi vivien tadjiks, a la zona més propera a les muntanyes, uzbeks a la resta, i turcmans repartits arreu; formava la part meridional del kanat al curs inferior del riu Wakhsh i el Kafirnihan. El 1875 Rússia hi va enviar una missió científica.
El 1920 era governador Ibrahim Beg de la tribu tadjik dels Lakai, que havia restat fidel al kan en els darrers conflictius anys; tot i l'enderrocament del kan el 1920, Ibrahim li va restar fidel i va defensar la ciutat contra els bolxevics fins al 1923, i va actuar com a guerriller fins al 1926 quan es va retirar cap a l'Afganistan. Des del 14 d'octubre de 1924 la ciutat i regió fou inclosa a la República Socialista Soviètica Autònoma Tadjik que va existir fins al 16 de desembre de 1929 quan fou elevada a República Socialista Soviètica del Tadjikistan.